# Barranc d'Espills
El Barranc d'Espills és un dels barrancs principals de l'antic terme de Sapeira, actualment inclòs en el terme municipal de Tremp, al Pallars Jussà. És afluent de la Noguera Ribagorçana.
Es forma per la unió dels dos barrancs de capçalera que s'uneixen per donar-li pas: el barranc de les Corts, que prové del nord-est, i el del Bosc, que ho fa des del sud-est. A partir d'aquest lloc, el barranc d'Espills emprèn la marxa cap a ponent, fent lleugeres sinuositats pel fons de la vall que ha format, passa just a migdia del poble d'Espills, i s'adreça cap al sud de la Ribereta, prop d'on s'aboca en la Noguera Ribagorçana.